# Echinorhynchus pari
Echinorhynchus pari är en hakmaskart som beskrevs av Rudolphi 1819. Echinorhynchus pari ingår i släktet Echinorhynchus och familjen Echinorhynchidae. Inga underarter finns listade i Catalogue of Life.